# Original Music from The Addams Family
| Recensione | Giudizio |
| ---------- | -------- |
| AllMusic   |          |

Original Music from The Addams Family è un album in studio del compositore statunitense Vic Mizzy, pubblicato nel 1965. L'album contiene la colonna sonora della serie televisiva La famiglia Addams (The Addams Family, 1964-1966).

## Descrizione
L'album è stato stampato dalla RCA Victor negli Stati Uniti d'America nel 1965 in LP in due formati: monoaurale e stereofonico, il primo con numero di catalogo LSP-3421, il secondo LPM-3421. Nello stesso anno è stato pubblicato anche in Argentina e Canada, sempre dalla RCA Victor, in formato LP. La prima ristampa risale a oltre vent'anni dopo, nel 1986, per opera della RCA Special Products, negli USA, con numero di catalogo LSP-3421, sempre in formato LP. Nel 1991 è stato ristampato in CD e musicassetta, su etichetta RCA, in USA e Canada, in occasione dell'uscita del film La famiglia Addams (The Addams Family), diretto da Barry Sonnenfeld. Questa edizione e le successive contengono una traccia extra precedentemente inedita, con una versione vocale alternativa del brano The Addams Family: Main Theme. Nel 2015 e nel 2017 l'album è stato ristampato nuovamente in vinile, dall'etichetta discografica Spacelab9, in varie edizioni, in vinile nero e colorato, compresa un'edizione che brilla nel buio.
Il tema principale, sigla del telefilm, stato precedentemente pubblicato nel 1964 nel singolo Main Theme The Addams Family a nome Vic Mizzy, his Orchestra and Chorus.

## Tracce
LP 1965/1986
Testi e musiche di Vic Mizzy.
1. Main Theme: The Addams Family – 1:58
2. Uncle Fester's Blues – 2:13
3. Gomez – 1:59
4. Morticia's Theme – 2:39
5. Lurch's Theme – 2:13
6. One Little, Two Little, Three Little Tombstones – 2:23
7. Thing – 1:56
8. Laugh? I Thought I'd Die! – 2:35
9. On Shroud No. 9 – 2:23
10. The Addams House – 1:35
11. Hide And Go Shriek – 2:37
12. The Anxiety Tango – 2:02

Durata totale: 26:33
CD/MC 1991, LP 2015-2017
Testi e musiche di Vic Mizzy.
1. The Addams Family: Main Theme – 1:56
2. Uncle Fester's Blues – 2:13
3. Gomez – 2:00
4. Morticia's Theme – 2:38
5. Lurch's Theme – 2:12
6. One Little, Two Little, Three Little Tombstones – 2:24
7. Thing – 1:57
8. Laugh? I Thought I'd Die! – 2:36
9. On Shroud No. 9 – 2:24
10. The Addams House – 1:35
11. Hide And Go Shriek – 2:38
12. The Anxiety Tango – 2:03
13. The Addams Family: Main Theme (Vocal) – 0:51

Durata totale: 27:27

## Crediti
- Vic Mizzy - direzione d'orchestra
- Vic Mizzy, His Orchestra and Chorus - orchestra e coro
- Plas Johnson - sassofono tenore
- Dick Bogert - tecnico del suono